# Robin Finck
Robin Finck właściwie Robert Finck (ur. 7 listopada 1971 w New Jersey) – amerykański muzyk i gitarzysta.

## Życiorys
Gdy miał kilka lat przeprowadził się wraz z rodzicami do miasta Marietta w stanie Georgia (blisko miasta Atlanta), gdzie mieszkał do 1990 r. W latach 1986–1990 uczęszczał do szkoły George Walton Comprehensive High School.
Karierę muzyczną rozpoczął jako piętnastolatek (w 1987), w zespole Prowess. Zespół ten (w składzie Robert Finck (gitara), Mike Allen (perkusja), Steve Childress (wokal) i Greg Thumb (bas)), początkowo występował podczas konkursów szkolnych talentów i w małych klubach, grając covery takich grup jak Iron Maiden.
W 1990 roku Finck skończył szkołę średnią i przeprowadził się do Atlanty z zamiarem podjęcia studiów na Uniwersytecie Oglethorpe, jednak zrezygnował z tych planów na rzecz poświęcenia swojego czasu i życia muzyce. W tym czasie Prowess zmienił nazwę na Bat Your Lashes. Wraz ze zmianą nazwy zespołu, zmienił się image członków grupy na glam metal. Finck przyjął pseudonim Robin. Chwilę później zespół po raz kolejny zmienił nazwę, tym razem na Sik Dik.
Mieszkając w Atlancie udaje mu się dostać pracę w ochronie w znanym klubie Masquerade. Właściciele klubu byli znajomymi Trenta Reznora. Dzięki nim trzy lata później Finck trafił do zespołu Nine Inch Nails. W tym czasie pracował w Masquerade oraz grał w występujących tam zespołach The Hookers, Heroin, Impotent Sea Snakes.
W 1993 zespół Sik Dik oficjalnie przestał istnieć. Trent Reznor kompletował zespół na zbliżającą się trasę koncertową. W tym celu spotkał się z Finckiem i zaproponował mu pracę gitarzysty Nine Inch Nails na czas tournée. Finck przyjął ofertę i dołączył do ekipy Reznora na miejsce wcześniejszego gitarzysty Richarda Patricka. W marcu 1994 wyruszył wraz z NIN w trasę, która trwała do listopada 1995.
W listopadzie 1994 będąc w Atlancie, odwiedził swoich starych przyjaciół i z tej okazji zespół Sik Dik w oryginalnym składzie (z Robinem na gitarze) reaktywował się na jeden wieczór i wystąpił w klubie Louie's Red Dog Saloon pod szyldem Cosmic Fuk.
10 grudnia 1994 Robin Finck, Twiggy Ramirez, Dee Snider i Michael Allen jako Sick MuthaFuckers spotkali się w Nowym Jorku i zagrali koncert w tamtejszym klubie The Rock Ridge Saloon.
Od października 1995 do maja 1997 Robin zagrał 500 koncertów z Cirque Du Soleil. Na jednym z tych koncertów obecni byli Matt Sorum i Axl Rose z Guns N’ Roses. Niedługo później Rose będąc pod wrażeniem gry Fincka zaproponował mu stanowisko gitarzysty prowadzącego w swoim zespole. W maju 1997 rozpoczął w studio pracę nad materiałem na płytę Chinese Democracy. 1 sierpnia 1999 gdy wygasł dwuletni kontrakt podpisany z Axlem Rose, Finck na krótko opuścił Guns N’ Roses i wrócił do Nine Inch Nails, koncertując z zespołem od listopada 1999 do lipca 2000 roku.
W październiku 2000 Robin był już z powrotem w GN'R i wyruszył 1 stycznia 2001 w trasę, która zakończyła się w grudniu 2002.
3 września 2001 Robin zagrał na koncercie charytatywnym (Rick Rubin's House) na rzecz pomocy bezdomnym dzieciom w podejmowaniu przez nie edukacji.
W 2003 roku Finck dołączył do wzorowanej na Cirque Du Soleil grupy LedZAerial założonej przez Judith Flex. Finck występował z tym zespołem od kwietnia 2003 do 28 lutego 2006.
W marcu 2006 Axl Rose zebrał na nowo zespół i w maju rozpoczęła się światowa trasa koncertowa Chinese Democracy 2.0, która trwała do grudnia 2007.
W 2008 Finck opuścił Guns N’ Roses i ponownie dołączył do Nine Inch Nails, z którym 25 lipca tego roku, wyruszył na trasę koncertową po obu Amerykach.

## Dyskografia
Guns N’ Roses
- Chinese Democracy (21.11.2008)

Soundtracks
- Big Daddy – (Sweet Child O’ Mine) (17.06.1999)
- End Of Days – (Oh My God) (9.11.1999)
- Ghosts Of Mars – (Love Siege, Fight Train, Power Station, Ghost Poppin) (18.09.2001)

Nine Inch Nails
- Further Down The Spiral – (The Art Of self Destruction, part One) (1.06.1995)
- Closure VHS (24.11.1997)
- And All That Could Have Been CD/DVD (22.01.2002)
- Still – (The Day The World Went Away) (22.01.2002)